# Lindwedel
Lindwedel ist eine Gemeinde im Heidekreis in Niedersachsen (Deutschland). Die Gemeinde Lindwedel ist Mitgliedsgemeinde der Samtgemeinde Schwarmstedt.

## Geografie
Die Gemeinde Lindwedel liegt nördlich der Grindau zwischen Hannover und Walsrode und im Süden der Tourismusregion Aller-Leine-Tal. Die Grenze zur Region Hannover verläuft durch das Viehbruch mit dem Fluss Grindau, welche weitgehend die natürliche Trennung zwischen den Gemarkungen Lindwedel und Plumhof darstellt. Sie ist die südlichste Mitgliedsgemeinde der Samtgemeinde Schwarmstedt und stellt auch die südlichste Gemeinde im Heidekreis dar.
Nachbargemeinden sind Neustadt am Rübenberge, Wedemark, Buchholz (Aller) und Schwarmstedt.
Die Gemeinde Lindwedel gliedert sich in den Kernort Lindwedel und den Ortsteil Hope. Der Kernort besteht aus dem historischen Ortskern (sog. Altes Dorf), die „Lust“, die nach dem Zweiten Weltkrieg entstandene sogenannte Siedlung sowie die Kolonie Adolfsglück.
Weiterhin gibt es in den Gemarkungen Lindwedel und Hope einige Wochenendsiedlungen.
Adolfsglück entstand im Jahre 1907, als der in unmittelbarer Nähe gelegene Kalischacht den Betrieb aufnahm. Die Architektur dieser Kolonie lässt auch heute noch die für den Bergbau des frühen 20. Jahrhunderts typischen Merkmale erkennen.

## Geschichte
Eine Besiedlung seit einigen Jahrtausenden ist nachgewiesen. Die erste urkundliche Erwähnung erfolgte im Jahre 1304.
Ganz wesentliche Prägung erhielt die Region der heutigen Gemeinde Lindwedel mit der Gründung der Kali- und Oel-Bohrgesellschaft Adolfsglück im Jahr 1899 und der Übertragung der Bergbaurechte zwischen 1905 und 1907 auf die Gesellschaft.
Der Teufbeginn erfolgte 1907 im Schacht Adolfsglück und 1909 im Schacht Hope. In Hope wurde die Kaliförderung 1924 wieder eingestellt, während in Adolfsglück die Einstellung im Jahr 1926 mit dem Beginn einer Erdöluntersuchung verbunden war. Die Stilllegung des Erdöluntersuchungsbetriebes erfolgte 1929.
Zwischen 1933 und 1960 folgten verschiedene Nutzungen der Betriebsgebäude in Adolfsglück als Lager für die Organisation Todt und für die Luftbrücke nach Berlin.
Die Erschließung eines reichen Flözes führte 1963 zum erneuten Beginn der Kaliförderung, die 1980 wieder eingestellt wurde. Auf Umnutzungsuntersuchungen als Endlager bis 1988 folgten sukzessive Teilverfüllung, Flutung und Restverfüllung der Schächte bis zum Jahr 2002.
Am 15. Oktober 1944 fuhr ein vollbesetzter Personenzug in den Bahnhof Hope ein. Zur gleichen Zeit passierte ein mit Torpedosprengköpfen beladener Munitionszug den Bahnhof. Bei einem britischen oder US-amerikanischen Luftangriff wurde dieser von durch einen Thunderbolt-Jagdbomber zielgenau getroffen. Eine gewaltige Explosion zerriss Waggons, schleuderte Menschen und Eisenteile durch die Luft und zerstörte Gehöfte im Dorf. Über 400 Menschen verloren bei der Katastrophe ihr Leben. Eine Erinnerungsinschrift auf dem Ehrenmal an der Kreuzung Schulstraße/Dorfstraße erinnert an die Opfer.
Am 16. November 1977 vereinigte Carl Beddermann in Lindwedel die „Umweltschutzpartei“ USP mit der Grünen Liste Umweltschutz (GLU), die sich kurz zuvor von der USP abgespalten hatte. Die GLU war die erste Grüne Partei in Europa. Aus der GLU entstanden die niedersächsischen Grünen und hieraus die heutige Partei Bündnis 90/Die Grünen.
2012 erreichte die Gemeinde im Landeswettbewerb „Unser Dorf hat Zukunft“ den Titel des Kreissiegers.
Am 1. März 1974 wurde die Gemeinde Hope eingegliedert.

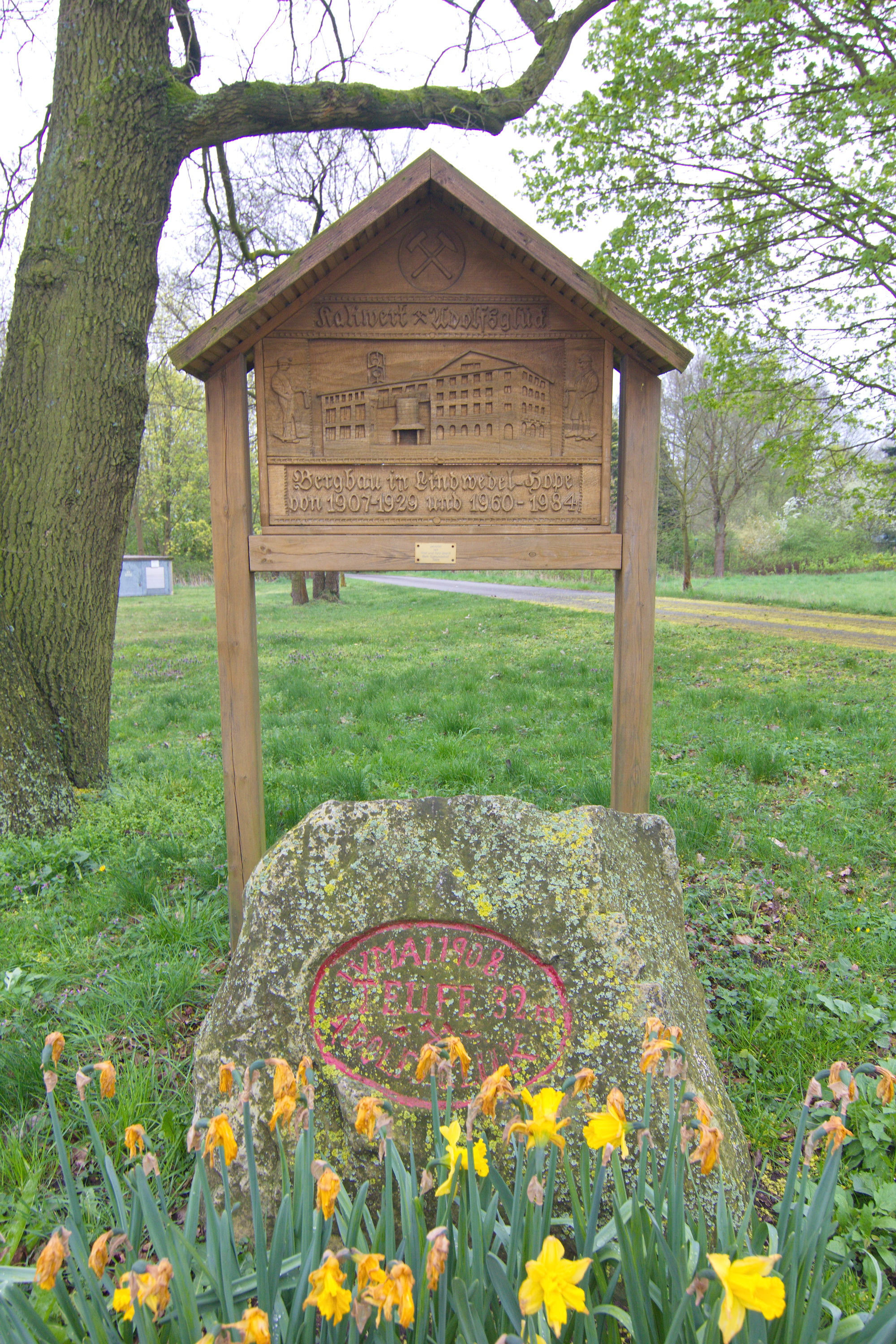
Gedenktafel Kalibergbau
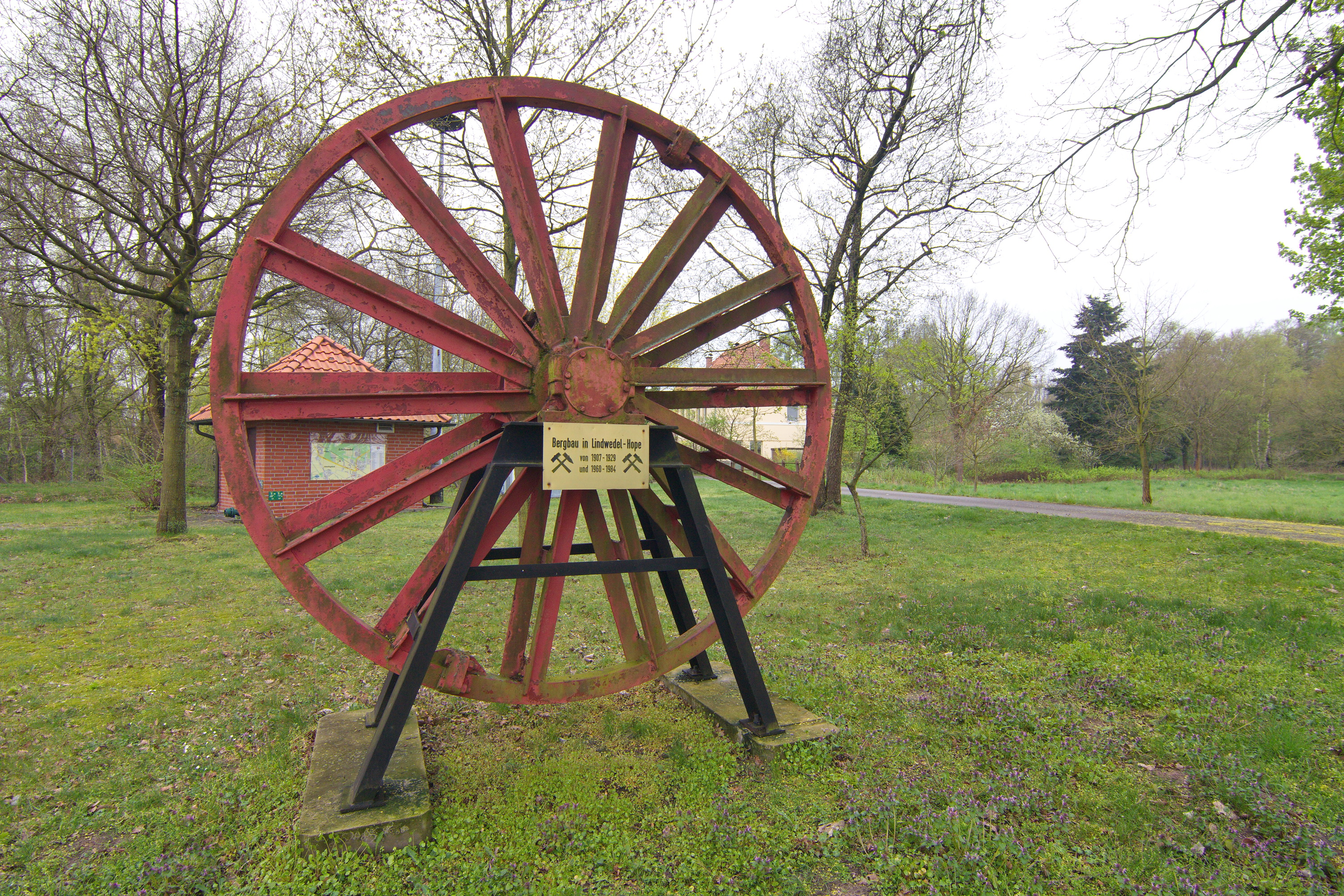
Denkmal Kalibergbau
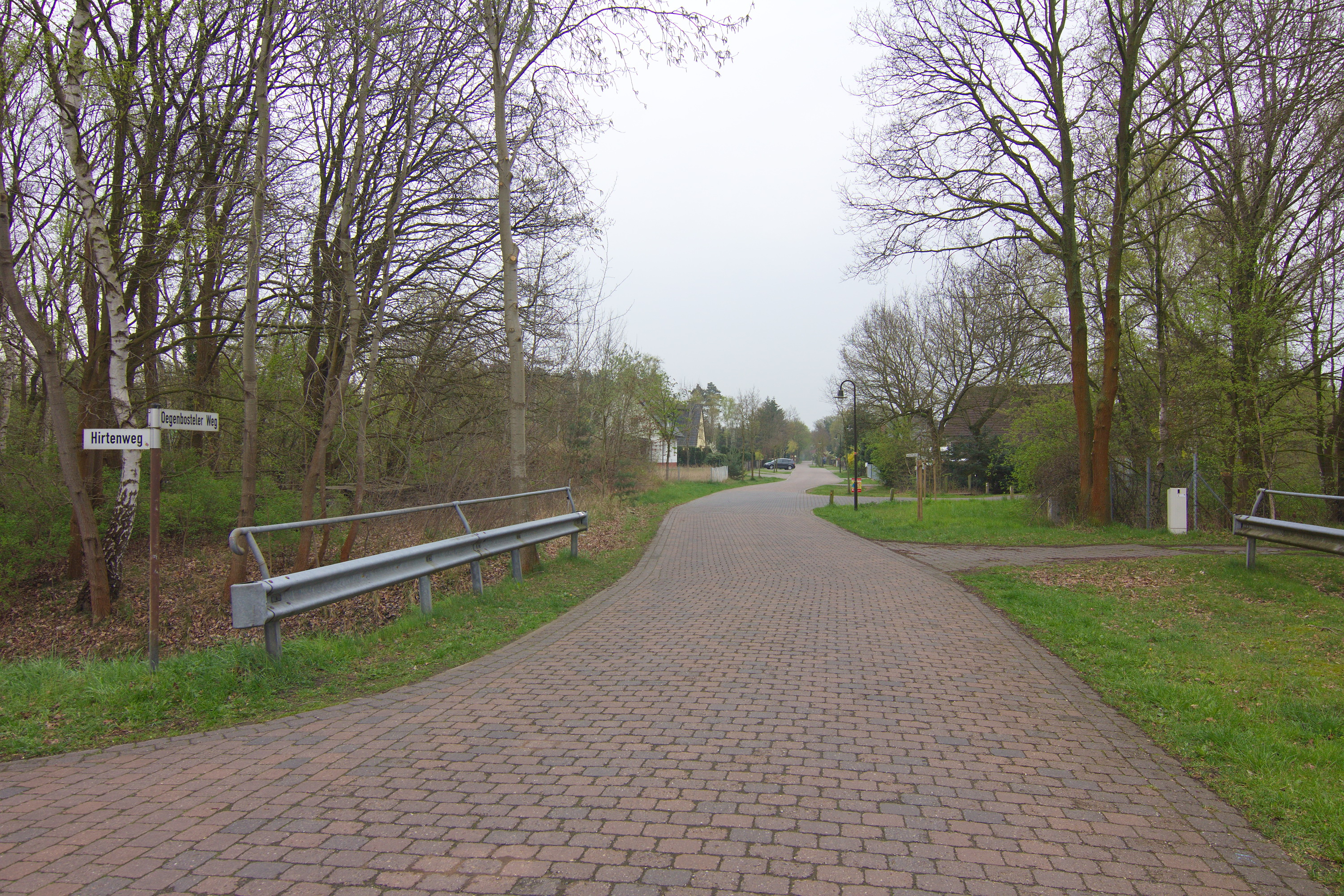
Ortsblick
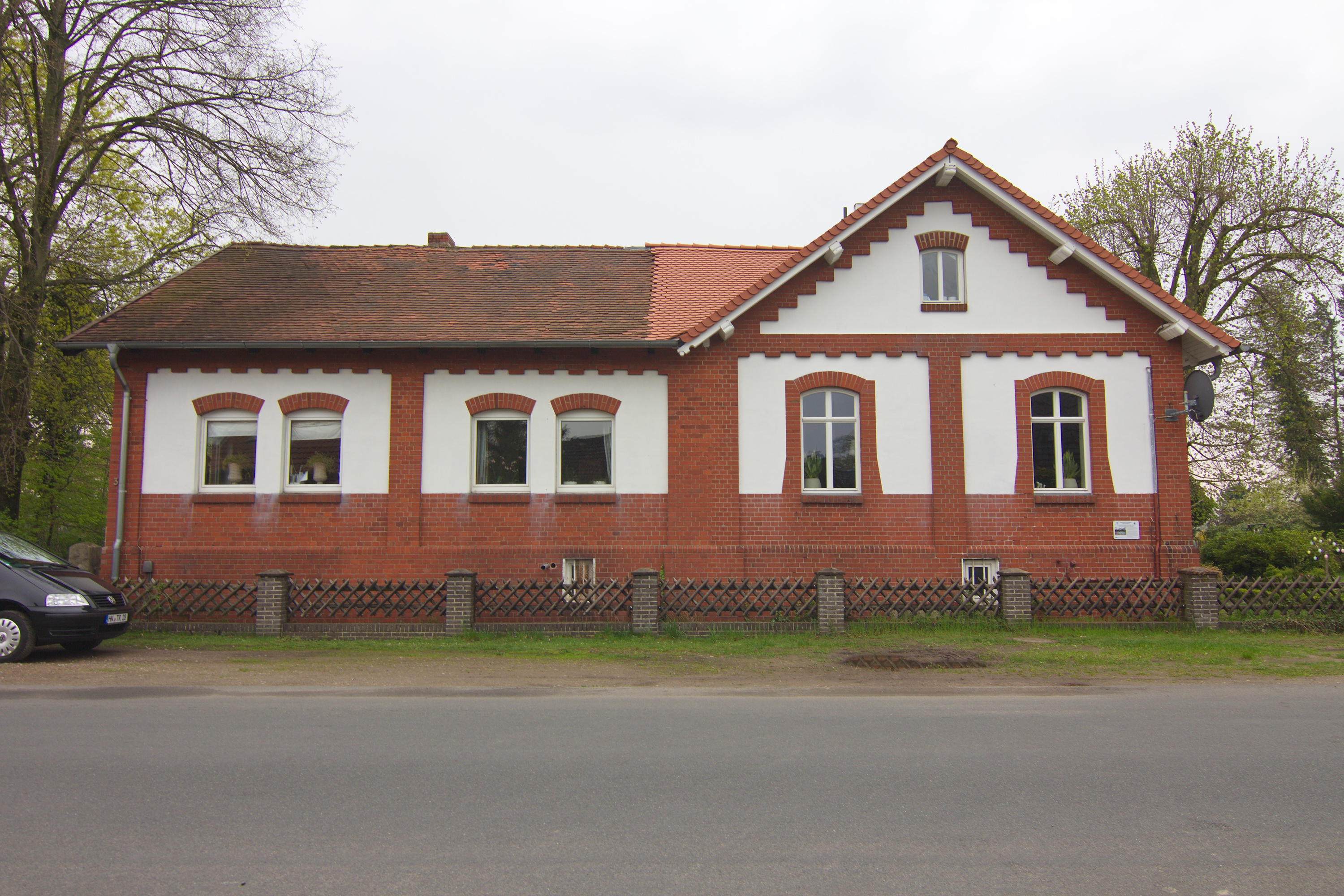
Technisches Denkmal, ehemaliges Betriebsgebäude Kalibergbau

## Politik

### Rat
Der Rat der Gemeinde Lindwedel setzt sich aus 13 Mitgliedern zusammen. Die Ratsmitglieder werden durch eine Kommunalwahl für jeweils fünf Jahre gewählt.
Bei der Kommunalwahl 2021 ergab sich folgende Sitzverteilung:
| Rat 2021Insgesamt 13 Sitze - SPD: 4 - UWG: 7 - CDU: 2 |

Die vorherigen Kommunalwahlen ergaben folgenden Sitzverteilungen:
| Wahljahr | UWG | SPD | CDU | Gesamt   |
| -------- | --- | --- | --- | -------- |
| 2016     | 7   | 4   | 2   | 13 Sitze |

## Kultur und Sehenswürdigkeiten

### Städtepartnerschaften
Städtepartnerschaften bestehen zu Kröpelin (Mecklenburg-Vorpommern) und Miękinia in der polnischen Woiwodschaft Dolny Śląsk (Niederschlesien).

## Wirtschaft und Infrastruktur

### Verkehr
- Bahn: Heidebahn (Hannover–Soltau–Hamburg), Haltepunkte Lindwedel (in Betrieb) und Hope (außer Betrieb). Die Stationen Lindwedel und Schwarmstedt sind durch den „Schwarmstedt-Tarif“[5] tariflich an den Großraum-Verkehr Hannover angeschlossen.

- Fernverkehr: Lage an Bundesautobahn 7, Erreichbarkeit über AS Schwarmstedt und Berkhof. Als Europastraße 45 europäische Nord-Süd-Verbindung.
- Luftverkehr: entfernter Flughafen Hannover-Langenhagen (HAJ), Flugplatz Hodenhagen (EDVH)
- Wasserwege: Leinehafen Schwarmstedt in Schwarmstedt

Der Ort Lindwedel wurde 2020 durch das hannoversche Telekommunikationsunternehmen Htp mit Glasfaser erschlossen. Dort sind Bandbreiten bis 1000 MBit/s abrufbar. Hope und Adolfsglück verfügen über glasfasergebundenes schnelles Internet im Gemeindegebiet mit Bandbreiten bis 250 Mbit/s.

### Bildung
Die Kindertagesstätte Eulennest in Lindwedel betreut 115 Kinder aus der Gemeinde im Alter von einem Jahr bis zum Eintritt in die Schule.
Die Grundschule Lindwedel ist eine musikalisch ausgerichtete Schule mit überregionaler Bekanntheit ihrer jährlichen Musical- und Weihnachtsaufführungen. Seit 2013 bietet die Grundschule Lindwedel eine umfangreiche Ganztagsbetreuung an.
Die evangelische Kirchengemeinde Schwarmstedt unterhält in Lindwedel ein Gemeindezentrum mit vielseitigen Aktivitäten und regelmäßigen Gottesdiensten sowie Kindergottesdiensten.
Die alte Schule wurde zu einem Mehrgenerationenhaus umgestaltet und beherbergt von Krippenbetreuung bis zu Seniorentreffen alle Facetten des täglichen Lebens. In ihrer Freizeit treffen sich dort Chöre sowie Tanz- und Bastelgruppen.

## Persönlichkeiten
- Heinz-Ludwig Blanke (1926–2012): Ratsherr im Gemeinderat: 1972–1991; Bürgermeister 1974–1991 ist Ehrenbürger von Lindwedel.